# Валровина (Виченца)
Валровина је насеље у Италији у округу Виченца, региону Венето.
Према процени из 2011. у насељу је живело 507 становника. Насеље се налази на надморској висини од 303 м.